# قره‌قان ساعتلی
قره‌قان ساعتلی (به لاتین: Qaraqan Saatlı) یک منطقه مسکونی در جمهوری آذربایجان است که در شهرستان آق‌داش واقع شده است.